# Triolet (Mauritius)
Triolet is een plaats in Mauritius, gelegen in het district Pamplemousses. In de omgeving zijn veel suikerrietplantages.

## Geschiedenis
Van de naam Triolet worden twee mogelijke oorsprongen genoemd. De ene is een mogelijke vernoeming naar Pierre Triolet, een meester-timmerman van de Franse Oost-Indische Compagnie. Anderzijds kan de naam een verwijzing zijn naar een plantage die toebehoorde aan het trio Maillard, Froppier en Dumont.
Het gebied van Triolet bestreek het grootste deel van het noordwesten van het eiland, voordat een aantal delen werden afgescheiden.
In 1880 stortte de wereldsuikermarkt in. De suikerplantages op Mauritius werden grotendeels stilgelegd en de arbeiders deelden ze op in kleine percelen voor eigen behoefte. Zo ontstond onder meer het dorp Triolet. In 1906 werd in het dorp de eerste school geopend en in 1913 stichtten boeren een kredietcoöperatie. Vanaf het midden van de twintigste eeuw steeg het inwonertal aanzienlijk:
- 1911: 3.182
- 1931: 3.751
- 1944: 5.200
- 1952: 7.217
- 1972: 11.852
- 1972: 13.249
- 1983: 17.221
- 2000: 21.250
- 2011: 23.386

Door de aanwezigheid van een Maheshwarnath-tempel, de grootste op het eiland, is de plaats van religieus belang. De plaats was het vertrekpunt van de eerste Mahashivaratree-bedevaart, nadat een inwoner van Triolet een visioen had gekregen van een heilig meer, omringd door een dicht bos.
Bambous · Beau Bassin-Rose Hill · Centre de Flacq · Mapou · Port Louis · Port Mathurin · Quartier Militaire · Raphael · Rose-Belle · Souillac · Triolet · Vingt Cinq